# Biscuit Joconde
Pour les articles homonymes, voir Joconde.
Le biscuit Joconde, aussi appelé génoise Joconde ou simplement joconde, est une pâte battue à biscuits, proche de la génoise ou du biscuit de Savoie. Il est utilisé pour de nombreuses pâtisseries telles que l'opéra.

## Historique
Le biscuit est nommé d'après La Joconde de Léonard de Vinci. Sa recette est mentionnée dans Le Mémorial des glaces de Pierre Lacam, publié en 1899,.

## Caractéristiques
Le biscuit Joconde est composé de poudre d'amandes et de blancs en neige, de farine, de sucre et de beurre. Il est épais de 3 à 5 mm. Sa texture est souple et aérienne. Imbibé par un sirop ou une crème, le biscuit devient fondant. 

## Utilisation
On utilise le biscuit Joconde comme socle pour des entremets, les bûches de Noël, les opéras, mais aussi pour chemiser les cercles à pâtisserie.
Il peut être décoré de motifs avant cuisson, en étalant sous le biscuit une fine couche d'appareil à cigarette, une pâte très fine qui peut être colorée, striée, ornée avec des peignes, des rouleaux ou des poches à décorer.

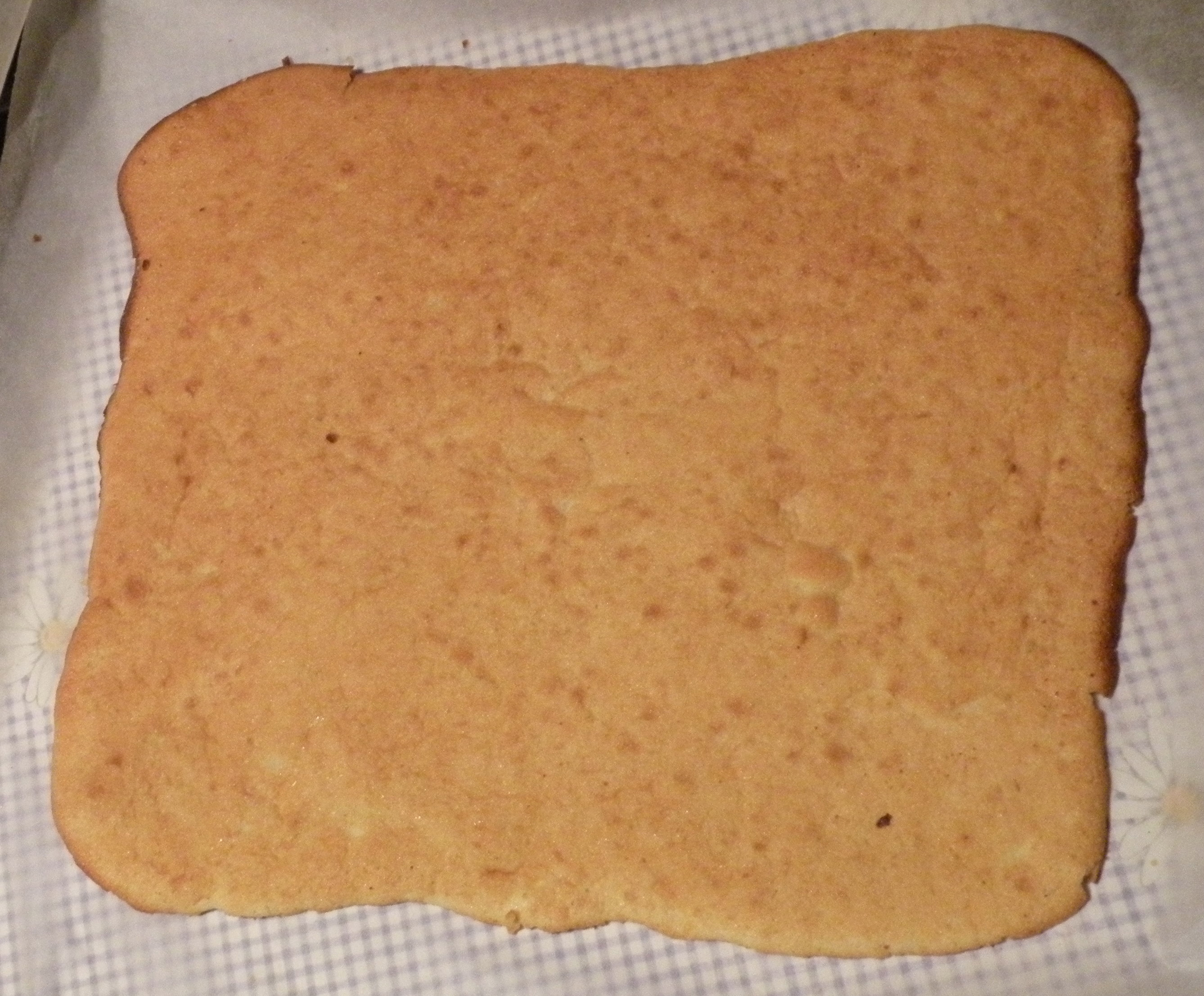
Dessus du biscuit.
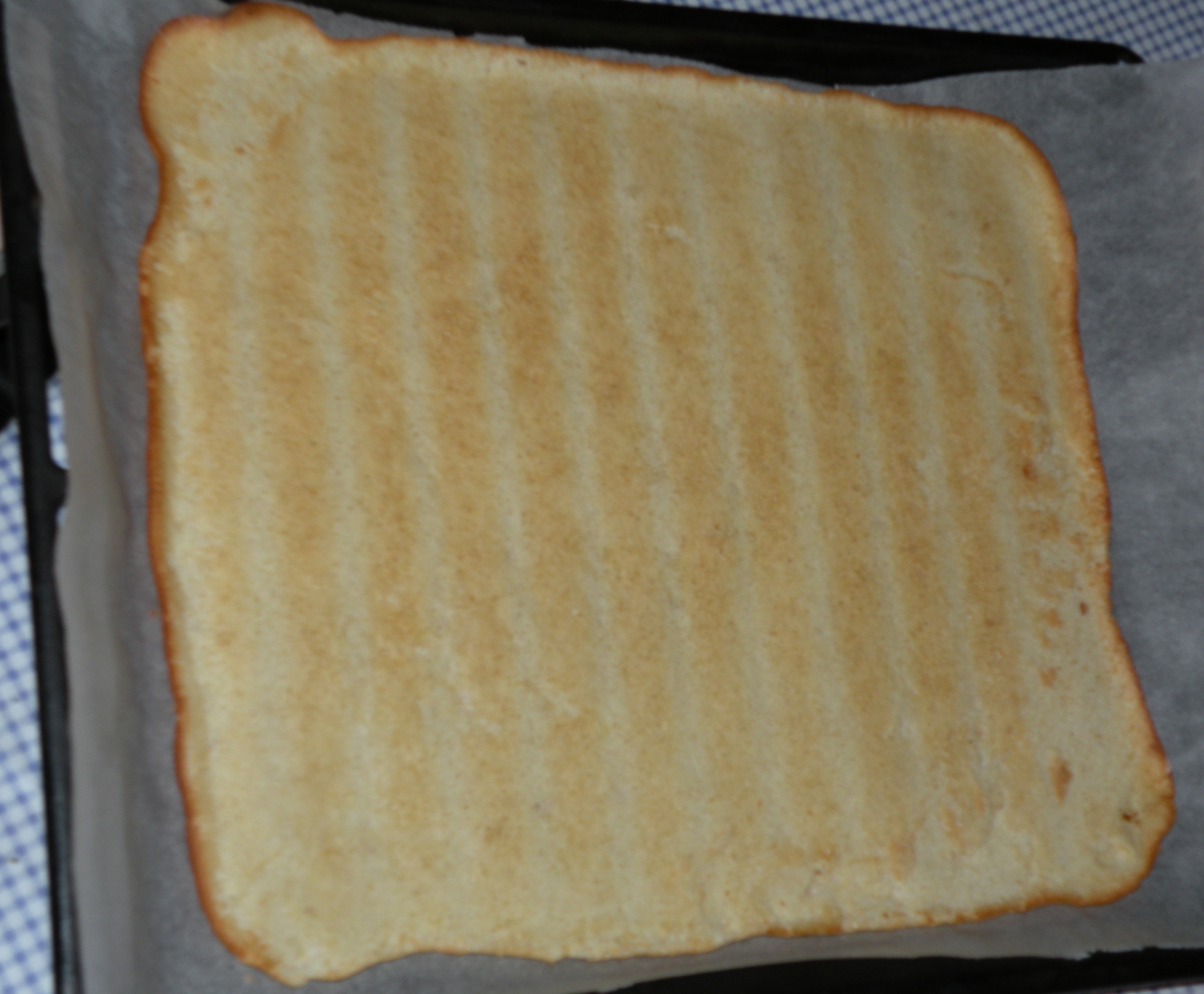
Dessous du biscuit.